# Hilara tatra
Hilara tatra är en tvåvingeart som beskrevs av Niesiolowski 1991. Hilara tatra ingår i släktet Hilara och familjen dansflugor. Inga underarter finns listade i Catalogue of Life.